# Mysis relicta
Mysis relicta is een aasgarnalensoort uit de familie van de Mysidae. De wetenschappelijke naam van de soort is voor het eerst geldig gepubliceerd in 1862 door Lovén.

## Kenmerken
Ze worden ongeveer 2 centimeter lang. De soort heeft een lang achterlijf en een dun pantser. Ze hebben een vrijwel volledig doorzichtig lichaam. Hierdoor zijn ze nauwelijks te zien voor mogelijke natuurlijke vijanden.

## Voorkomen
Hij komt voor in grote meren van Scandinavië, Noord-Europa en Noord-Amerika. Een voorbeeld hiervan zijn de meren in de Duitse streek Mecklenburg.